# DJ Laz
Lazaro Mendez, mais conhecido por DJ Laz (nascido em 2 de dezembro de 1971), é um rapper e DJ estadunidense. Ele também apresenta um programa na rádio Power 96 em Miami. 
Seu single de maior sucesso é "Move Shake Drop", que chegou a posição #56 na Billboard Hot 100.. Os álbuns de maior sucesso lançados por ele são DJ Laz e Category 6, que chegaram as posições #86 e #49 respectivamente, na Billboard R&B/Hip-Hop Albums.

## Discografia

### Álbuns de estúdio
- 1991: DJ Laz
- 1993: Journey into Bass
- 1994: The Latin Album
- 1996: Bass XXX, Vol. 2
- 2001:  XXX Breaks
- 2008: Category 6

### Compilações
- 2001: Greatest Hits

### Singles
- 1991: "Mami El Negro"
- 1992: "Hump All Night"
- 1992: "Moments in Bass"
- 1992: "Latin Rhythm"
- 1993: "Journey into Bass" #44 U.S. Rap
- 1995: "Shake It Up"
- 1996: "Esa Morena"
- 1998: "Sabrosura"
- 1998: "Negra Chula"
- 1999: "Get Your Ass Off Stage"
- 2000: "The Red Alert Project"
- 2000: "Ki Ki Ri Bu"
- 2000: "Facina"
- 2008: "Move Shake Drop" (participação de Flo Rida, Casely e Pitbull) #56 U.S. Hot 100, #42 U.S. Pop 100
- 2008: "She Can Get It"
- 2009: "I Made It to the U.S.A"
- 2010: "Alcoholic" (participação de Pitbull)